# Paszporty w Turcji

Przednia okładka tureckiego paszportu zwykłego

Paszporty w Turcji – dokumenty paszportowe wydawane obywatelom Turcji w celu ich identyfikacji przy przekraczaniu granic i za granicą.

## Rodzaje paszportów

### Paszport zwykły
Zwykły paszport turecki ma czerwoną okładkę. Żeby go otrzymać, należy uiścić zarówno opłatę paszportową (zależną od okresu ważności), jak i opłatę za książeczkę.
Na 2025 r. opłaty za zwykły paszport turecki wydawany w kraju dla osoby dorosłej ważny przez 10 lat sumarycznie wynoszą 11 281₺, czyli około 309$, co czyni paszport turecki najdroższym na świecie. Jednocześnie z tym paszporty wydawane w misjach dyplomatycznych Turcji są tańsze. Przykładowo, aby otrzymać paszport z 10-letnim okresem ważności w tureckim konsulacie w Los Angeles w 2024 r., należało zapłacić około 114$.

### Paszport specjalny

Przednia okładka tureckiego paszportu specjalnego

Turecki paszport specjalny (tur. Hususi Pasaport) ma zieloną okładkę i przysługuje:
- Urzędnikom państwowym pierwszego, drugiego i trzeciego stopnia;
- Emerytowanym urzędnikom państwowym pierwszego, drugiego i trzeciego stopnia;
- Burmistrzom niemetropolitalnym;
- Pracownikom akademickim i prawnikom z 15-letnim doświadczeniem zawodowym;
- Współmałżonkom posiadaczy paszportów specjalnych;
- Nieżonatym/niezamężnym dzieciom posiadaczy paszportów specjalnych, pod warunkiem, że nie pracują, mają poniżej 25 lat i mieszkają z rodzicami.

Oprócz tego, paszport specjalny jest zwolniony z opłaty paszportowej, a opłata za książeczkę wynosi tylko około 1 000₺.
W odróżnieniu od zwykłego paszportu, paszport specjalny umożliwia podróże m.in. do strefy Schengen bez konieczności ubiegania się o wizę.

Wymogi wizowe wobec obywateli Turcji z paszportami specjalnymi, służbowymi lub dyplomatycznymi
Turcja
Wiza nie wymagana dla paszportów specjalnych, służbowych i dyplomatycznych
Wiza nie wymagana dla paszportów służbowych i dyplomatycznych
Wiza wymagana

     Turcja
     Wiza nie wymagana dla paszportów specjalnych, służbowych i dyplomatycznych
     Wiza nie wymagana dla paszportów służbowych i dyplomatycznych
     Wiza wymagana

### Paszport dyplomatyczny

Przednia okładka tureckiego paszportu dyplomatycznego

Tureckie paszporty dyplomatyczne (tur. Diplomatik pasaportu) mają czarne okładki i wydawane są dyplomatom, ministrom i innym urzędnikom państwowym zajmującym wysokie stanowiska w rządzie, którzy wyjeżdżają na misje lub muszą odbyć podróż zagraniczną.

Przednia okładka tureckiego paszportu służbowego

### Paszport służbowy
Turecki paszport służbowy (tur. Hizmet pasaportu) ma szarą okładkę i jest wydawany:
- Osobom, którym nie przysługuje paszport dyplomatyczny bądź specjalny, jeżeli są one delegowane do wykonywania obowiązków służbowych za granicą;
- Członkom tureckich reprezentacji sportowych;
- Obywatelom tureckim pracującym w organizacjach międzynarodowych, których członkiem jest Turcja;
- Personelowi Tureckiego Czerwonego Półksiężyca;
- Pracownikom Tureckiego Stowarzyszenia Lotniczego;
- Współmałżonkom posiadaczy paszportów służbowych;
- Nieżonatym/niezamężnym dzieciom posiadaczy paszportów służbowych, pod warunkiem, że nie pracują, mają poniżej 25 lat i mieszkają z rodzicami.

### Paszport tymczasowy
Paszport tymczasowy (tur. Geçici Pasaport) ma różową okładkę i przysługuje obywatelom tureckim za granicą bez ważnego paszportu. Uprawnia do jednorazowej podróży do Turcji w ciągu jednego miesiąca.